# Susan J. Ferguson
Susan J. Ferguson est un professeur associé de sociologie au Grinnell College, en Iowa aux États-Unis. Elle a reçu son B.A. en espagnol et science politique à la Colorado State University en 1984, de même que, en 1988, le M.A. en sociologie ; elle a reçu son Ph.D. en sociologie en 1993 de l'University of Massachusetts à Amherst.
Elle est spécialisée dans les domaines de la sociologie de la famille, des femmes asiatiques, de la sociologie de la santé des femmes, du féminisme et de l'enseignement. 

## Publications récentes
- Mapping the Social Landscape: Readings in Sociology. New York: McGraw-Hill. Fifth Edition. 2008.
- Shifting the Center: Understanding Contemporary Families New York: McGraw-Hill. Third Edition. 2007.
- Mapping the Social Landscape: Readings in Sociology. New York: McGraw-Hill. Fourth Edition. 2005.
- 2004. Article coécrit avec une ancienne étudiante de Grinnell, Julie Dona. "Gendering Processes in Immigration: The Effects of Spousal Immigration Order and Women's Labor on Chinese American and Japanese American Gender Roles in Equal Opportunities International. Volume 23. Issue 3/4.
- Codirection avec Anne S. Kasper. Breast Cancer: Society Shapes an Epidemic. New York, NY: St. Martin's Press. (Fall, 2000).
- "Challenging Traditional Marriage: Never Married Chinese American and Japanese American Women." Gender and Society 14(1): 136-159. February, 2000.
- "Re-Writing Menopause: Challenging the Medical Paradigm to Reflect Women's Experiences." Frontiers: A Journal of Women's Studies 19(1). April, 1998. Coauteur : Carla Parry.